# Spekter vodikovega atoma
Spekter vodikovega atoma sestavljajo skupine spektralnih črt v emisijskem spektru ali absorpcijskem spektru atomarnega vodika. Vodikov spekter je nezvezen. Valovne dolžine dobimo iz  Rydbergove formule. 

## Fizikalne osnove
Spektralne črte nastanejo pri preskokih elektronov med posameznimi energetskimi nivoji. Črte lahko damo v skupine, ki jih imenujemo spektralne serije. V vsaki seriji so črte, ki nastanejo pri prehodih elektronov med določeno notranjo tirnico in zunanjimi tirnicami. Posamezne črte ločimo med seboj z oznakami, ki so grške črke. Tako ima črta določene serije z največjo valovno dolžino oznako alfa (n. primer za Lymanovo črto je to Lyman-alfa ali Ly-α kar pomeni prehod med tirnicama z n = 2 in tirnico z n = 1). Nekatere črte v spektru vodika ne spadajo v nobeno spektralno serijo. Takšna je črta pri 21 cm, ki pripada bolj redkemu hiperfinemu prehodu . Fina struktura se kaže tudi v tem, da posamezne črte iz spektra razpadejo na dve črti, kar je posledica relativističnih popravkov . 
Omenjene spektralne serije lahko opazujemo tudi v laboratoriju. Rydbergova formula, ki služi za izračun energetskih nivojev v Bohrovem modelu je:
{\displaystyle {1 \over \lambda }=R\left({\frac {1}{n_{1}^{2}}}-{\frac {1}{n_{2}^{2}}}\right)\qquad \left(R=1,097373\times 10^{7}\ \mathrm {m} ^{-1}\right)\,}
kjer je 
- {\displaystyle n_{1}\,} končni energetski nivo
- {\displaystyle n_{2}\,} prvotni (začetni) energetski nivo ({\displaystyle n_{1}<n_{2}\,})
- {\displaystyle R\,} Rydbergova konstanta

## Serije
Pri prehodih elektrona iz višjega energijskega nivoja na neki nižji energijski nivo dobimo naslednje serije spektralnih črt :
- Lymanovo serijo pri prehodu na tirnico z n = 1
- Balmerjevo serijo pri prehodu na tirnico z n = 2
- Paschenovo serijo pri prehodu na tirnico z n = 3
- Brackettovo serijo pri prehodu na tirnico z n = 4
- Pfundovo serijo pri prehodu na tirnico z n = 5
- Humphreyjevo serijo pri prehodu na tirnico z n = 6

### Lymanova serija
Lymanova serija se imenuje po ameriškem fiziku in spektroskopistu Theodorju Lymanu (1874–1954) v letih od 1906 do 1914. Vse črte Lymanove serije ležijo v ultravijoličnem delu spektra.
| {\displaystyle n}       | λ (nm) |
| ----------------------- | ------ |
| 2                       | 122    |
| 3                       | 103    |
| 4                       | 97,2   |
| 5                       | 94,9   |
| 6                       | 93,7   |
| {\displaystyle \infty } | 91.1   |

### Balmerjeva serija
Balmerjeva serija se imenuje po švicarskem matematiku in fiziku Johannu Jakobu Balmerju (1825–1898), ki jo je odkril leta 1885. Najprej so črte v spektru označevali kot H-α H-β, H-γ. Štiri črte so v vidnem delu spektra. Del Balmerjeve serije se lahko vidi v spektru Sonca.
| {\displaystyle n}       | λ (nm) |
| ----------------------- | ------ |
| 3                       | 656    |
| 4                       | 486    |
| 5                       | 434    |
| 6                       | 410    |
| 7                       | 397    |
| {\displaystyle \infty } | 365    |

### Paschenova serija
Paschenova serija se imenuje po nemškem fiziku Friedrichu Paschenu (1865–1947).
Vse črte Paschenove serije ležijo v infrardečem delu spektra.
| {\displaystyle n}       | λ (nm) |
| ----------------------- | ------ |
| 4                       | 1870   |
| 5                       | 1280   |
| 6                       | 1090   |
| 7                       | 1000   |
| 8                       | 954    |
| {\displaystyle \infty } | 820    |

### Brackettova serija
Brackettova serija se imenuje po ameriškem fiziku in spektroskopistu Fredericku Sumnerju Brackettu (1896–1988), ki jo je odkril v letu 1922.
| {\displaystyle n}       | λ (nm) |
| ----------------------- | ------ |
| 5                       | 4050   |
| 6                       | 2630   |
| 7                       | 2170   |
| 8                       | 1940   |
| 9                       | 1820   |
| {\displaystyle \infty } | 1460   |

### Pfundova serija
Pfundova serija se imenuje po ameriškem fiziku in spektroskopistu Augustu Hermanu Pfundu (1879–1949), ki jo je odkril v letu 1924.
| {\displaystyle n}       | λ (nm) |
| ----------------------- | ------ |
| 6                       | 7460   |
| 7                       | 4650   |
| 8                       | 3740   |
| 9                       | 3300   |
| 10                      | 3040   |
| {\displaystyle \infty } | 2280   |

### Humphreyjeva serija
Humphreyjeva serija se imenuje po ameriškem fiziku Curtisu Judsonu Humphreyu (1898–1986), ki jo je odkril v letu 1924.
| {\displaystyle n}       | λ (nm) |
| ----------------------- | ------ |
| 7                       | 12400  |
| 8                       | 7500   |
| 9                       | 5910   |
| 10                      | 5130   |
| 11                      | 4670   |
| {\displaystyle \infty } | 3280   |

### Naslednje serije
Vse naslednje serije v vodikvem spektru nimajo posebnih imen. Črte postajajo šibkejše, kar kaže na to, da so preskoki na višje eletronske tirnice vse redkejši. 

## Zunaje povezave
- vodikove spektralne črte (angleško)